# Drimys membranea
Drimys membranea är en tvåhjärtbladig växtart som beskrevs av Ferdinand von Mueller. Drimys membranea ingår i släktet Drimys och familjen Winteraceae. Inga underarter finns listade.